# سیف‌طاله
سیف‌طاله(به کردی: سێفەتاڵە، Sêfetalle) روستایی از توابع بخش سرشیو شهرستان سقز است که در استان کردستان ایران قرار دارد.

## جمعیت
این روستا در دهستان ذوالفقار واقع شده و براساس سرشماری سال ۱۳۸۵، جمعیت آن ۲۲۸ نفر (۳۳ خانوار) بوده‌است.